# Établissement public du Grand Palais des Champs-Élysées
L'Établissement public du Grand Palais des Champs-Élysées (EPGPCE) est un établissement public à caractère industriel et commercial (EPIC) placé sous la tutelle du ministère de la Culture, créé en 2007 avec pour mission de préserver, aménager, mettre en valeur, gérer, animer et promouvoir le Grand Palais de Paris.
L'EPGPCE fusionne en 2011 avec la Réunion des musées nationaux (RMN) pour former la RMN-Grand Palais.

## Historique
L'EPGPCE est créé par décret du 25 janvier 2007,. Un arrêté du 17 avril 2007 lui attribue à titre de dotation l'ensemble immobilier à compter du 1er mai, date à laquelle il a commencé à fonctionner de manière effective.
À sa création, l'EPGPCE prend la suite de l'Établissement public de maîtrise d'ouvrage des travaux culturels (EMOC), qui assurait la gestion du Grand Palais par défaut depuis 2005. Il continue toutefois à déléguer à l'EMOC la conduite opérationnelle des travaux par convention de mandat.
La création de l'EPGPCE par Renaud Donnedieu de Vabres répond à une volonté de gestion du lieu par une structure publique, plutôt que par un organisme privé, comme l'avait souhaité son prédécesseur au ministère de la Culture Jean-Jacques Aillagon,. Le principe de la nouvelle structure est d'autofinancer les lourdes dépenses liées à la rénovation en continu du Grand Palais, alors que l'État a déjà investi plus de 100 millions d'euros dans ce projet.
En février 2009, l'EPGPCE lance un concours de maîtrise d'œuvre pour la création de locaux et de circulations dans le Grand Palais.
Dans le cadre de la RGPP, le décret du 13 janvier 2011 fusionne l'EPGPC avec la Réunion des musées nationaux (RMN) pour former la Réunion des musées nationaux et du Grand Palais des Champs-Élysées.

### Présidence

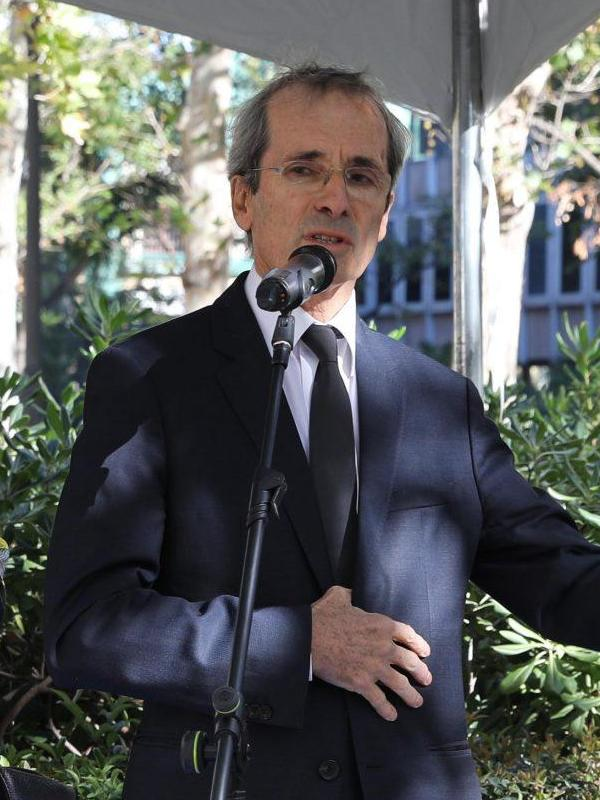
Yves Saint-Geours, président de l'EPGPCE entre 2007 et 2009.

- 2007–2009 : Yves Saint-Geours[d]
- 2009–2011 : Jean-Paul Cluzel[e].

## Identité visuelle
Le logo de l'EPGPCE a été créé en 2007 par l'agence Saguez & Partners.